# Praia do Bonete
Praia do Bonete vista de cima
A Praia do Bonete localiza-se no distrito de Cambaquara, no sul da cidade de Ilhabela, São Paulo.

## Características
Possui 600 metros de extensão e uma população de cerca de 300 pessoas, sendo o turismo e a pesca local suas atividades econômicas.
Devido à sua beleza natural, areias claras e mar agitado, é frequentemente listada entre as melhores e mais bonitas do país, tendo ganhado fama internacional em 2009 quando foi reconhecida pelo jornal britânico The Guardian como uma das mais bonitas do Brasil.
É um dos principais destinos para a prática do surfe no Litoral Norte do estado.

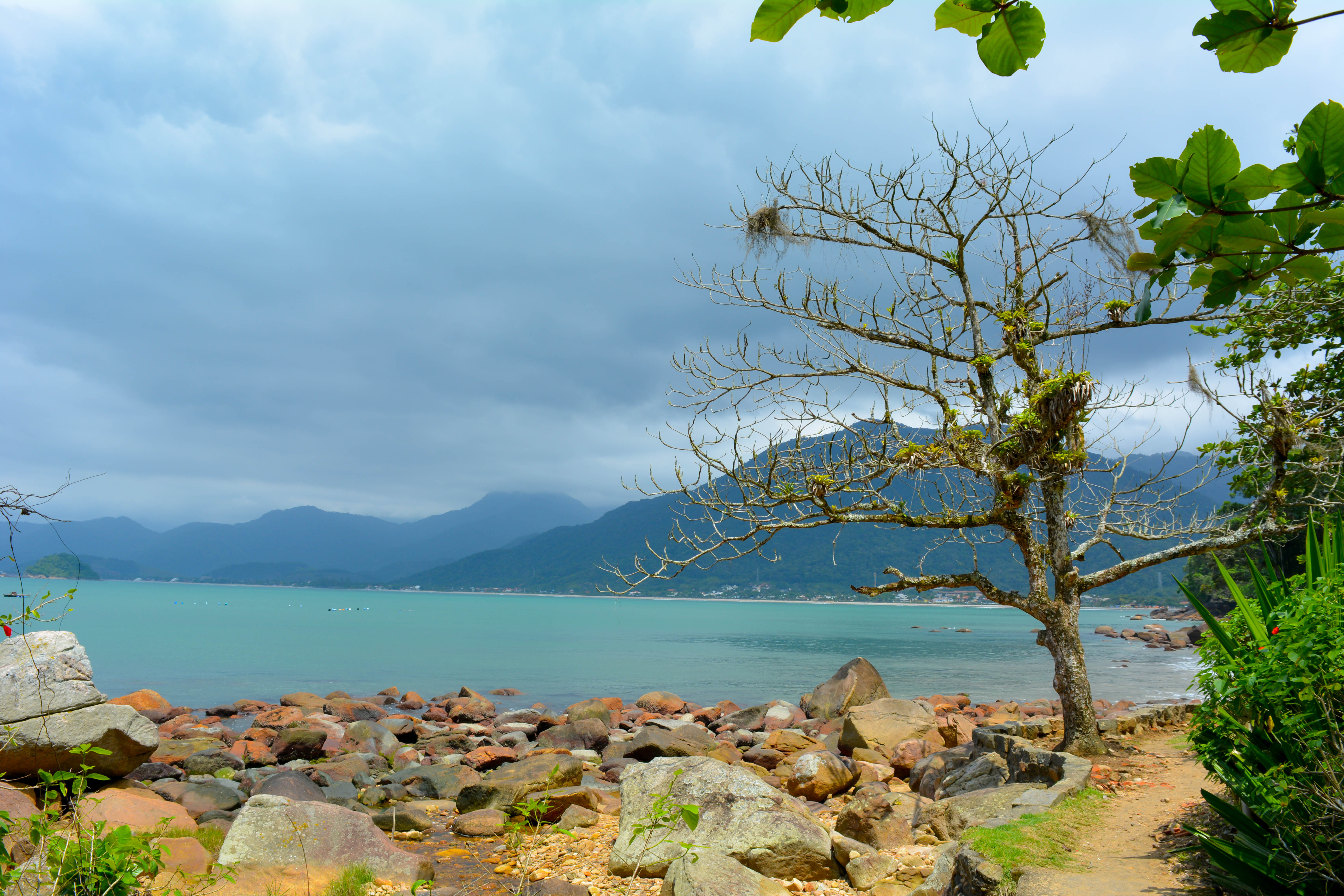
Bonete vista a partir da trilha das sete praias
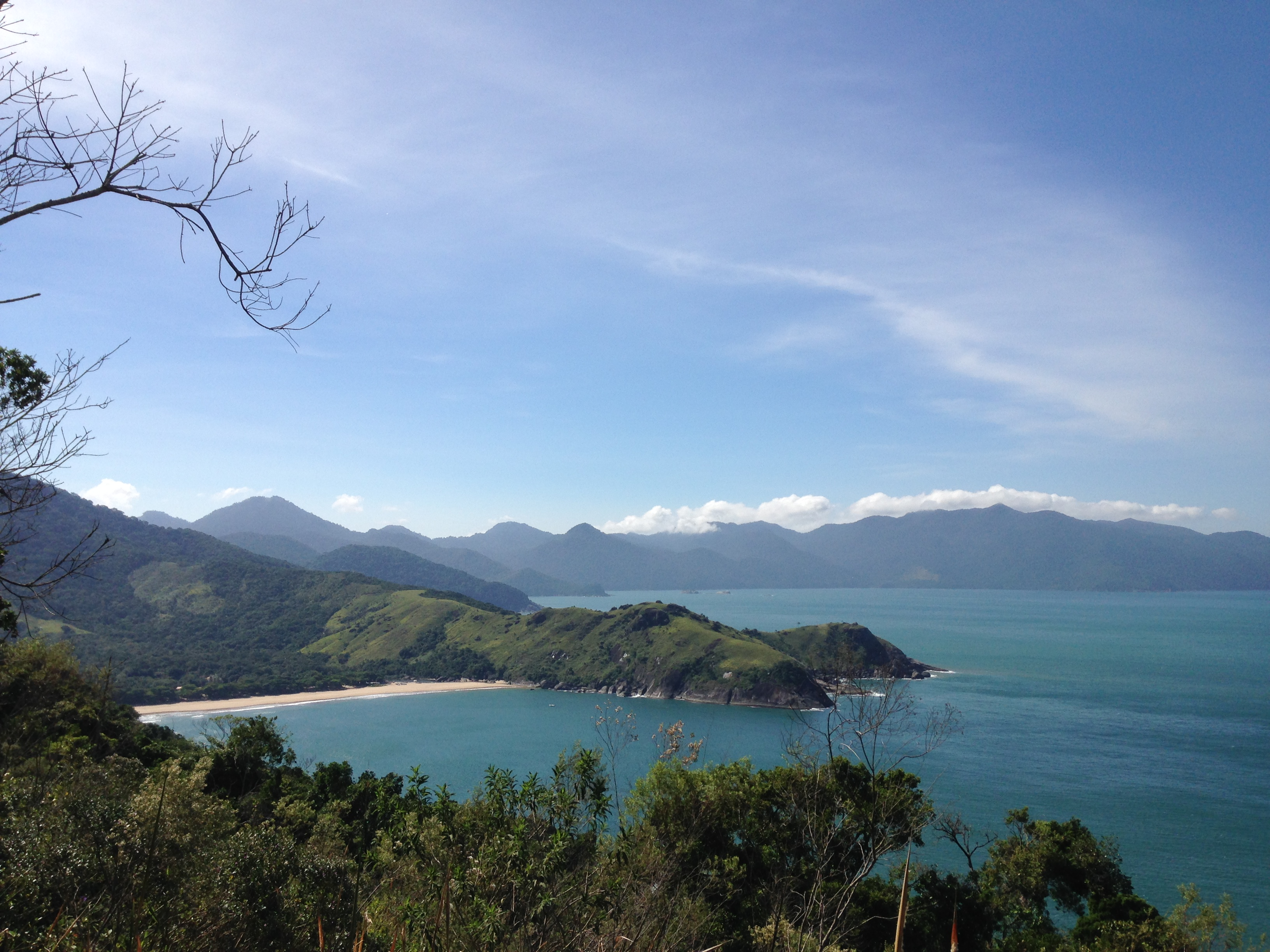
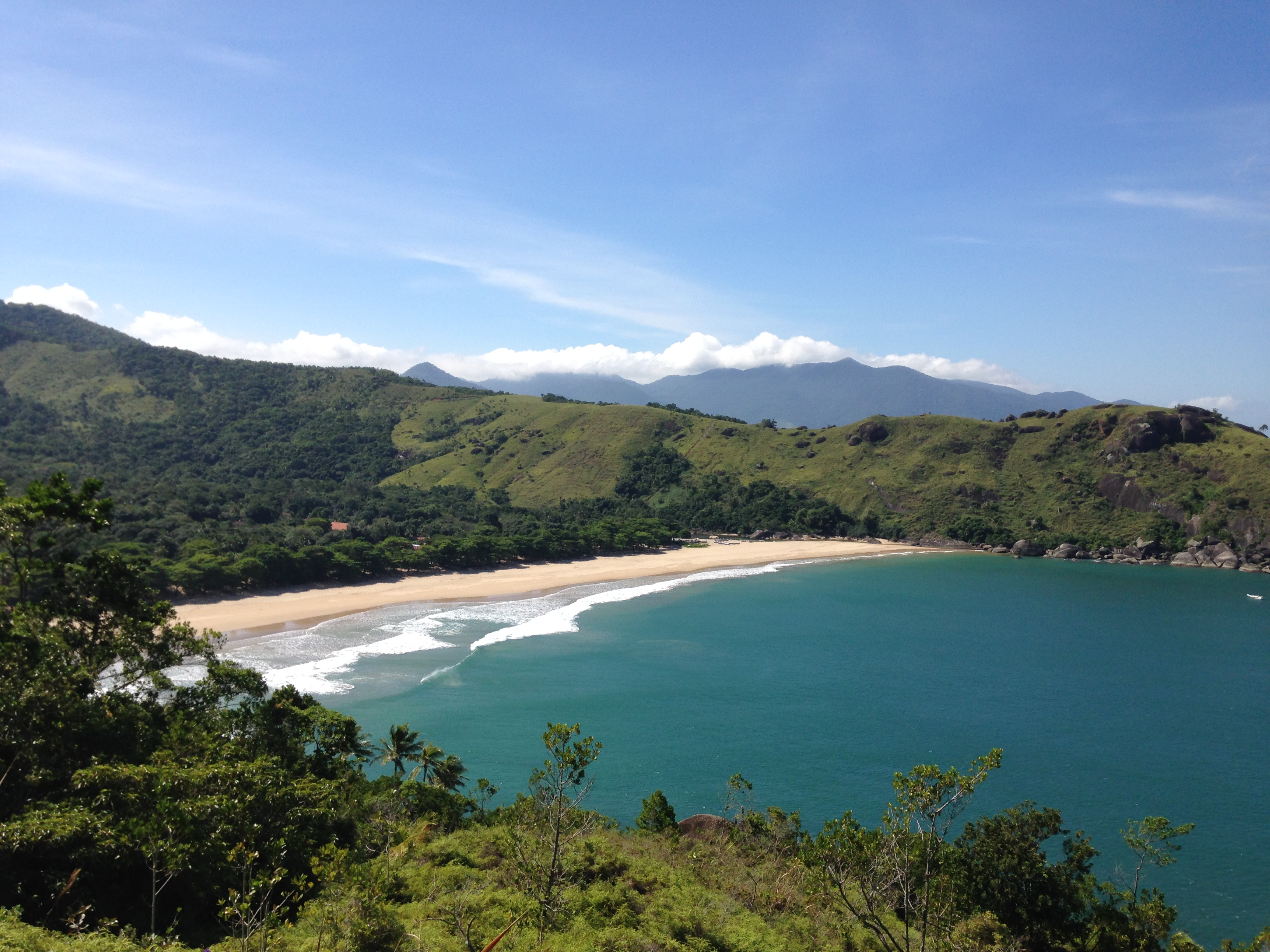
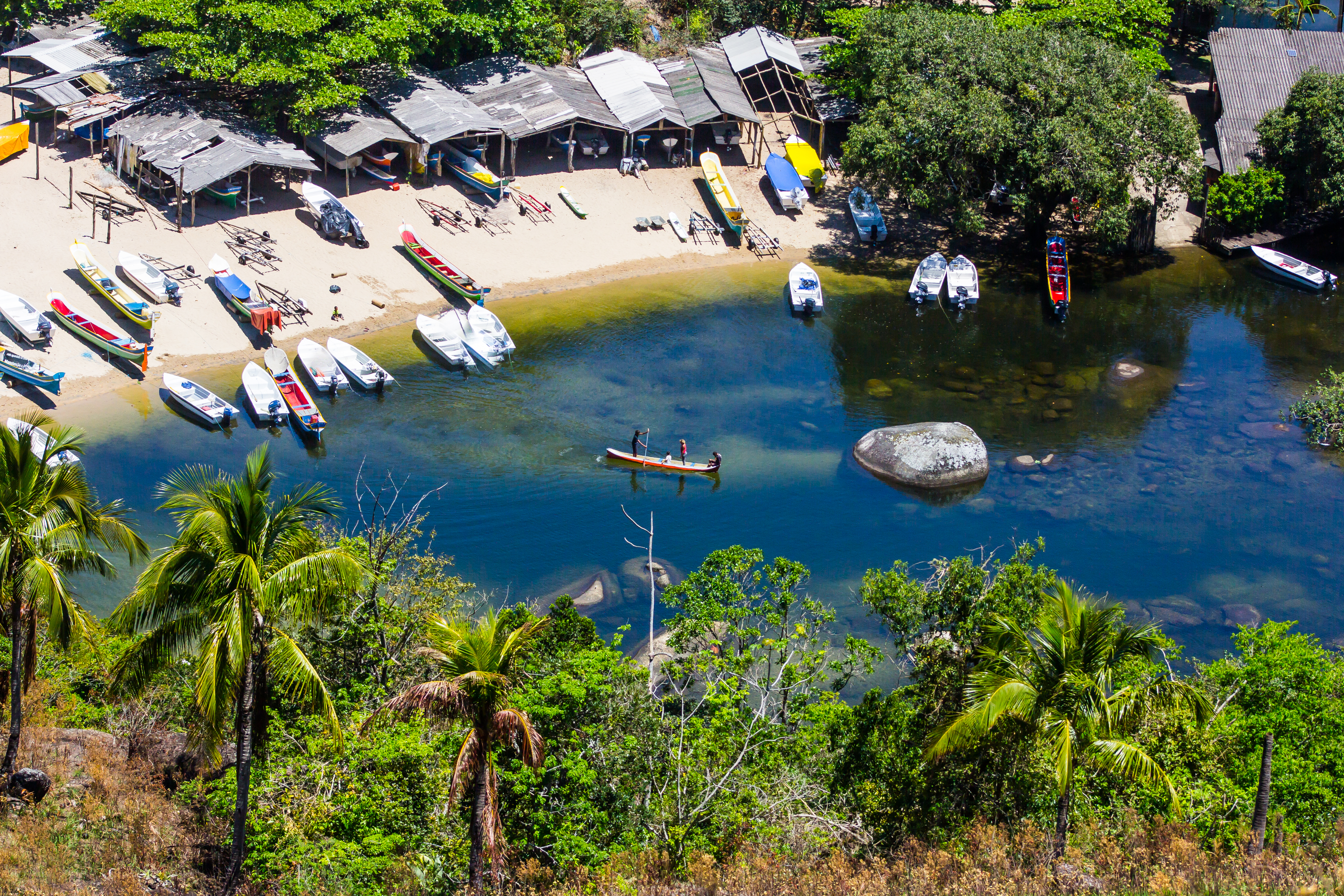
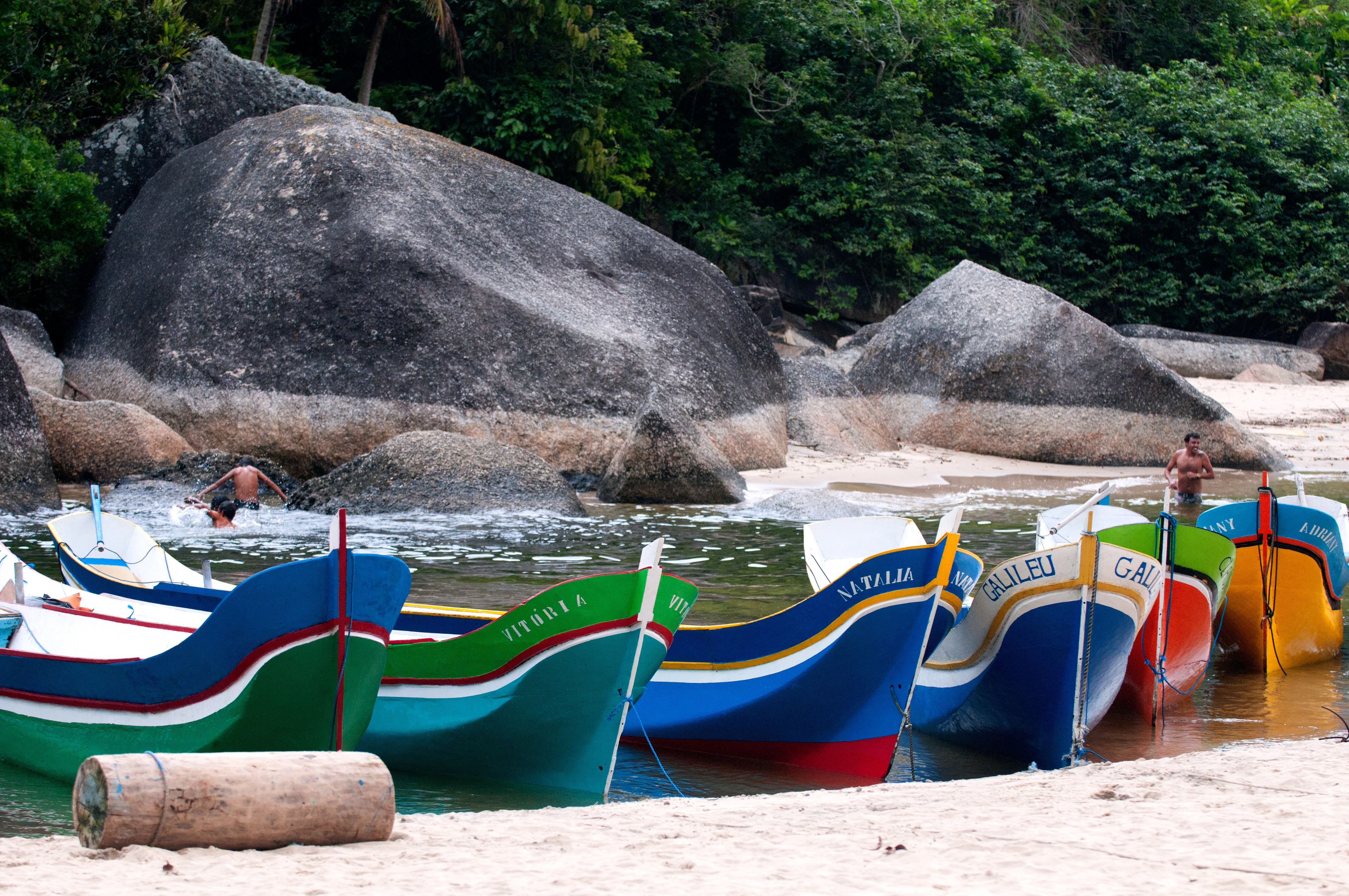
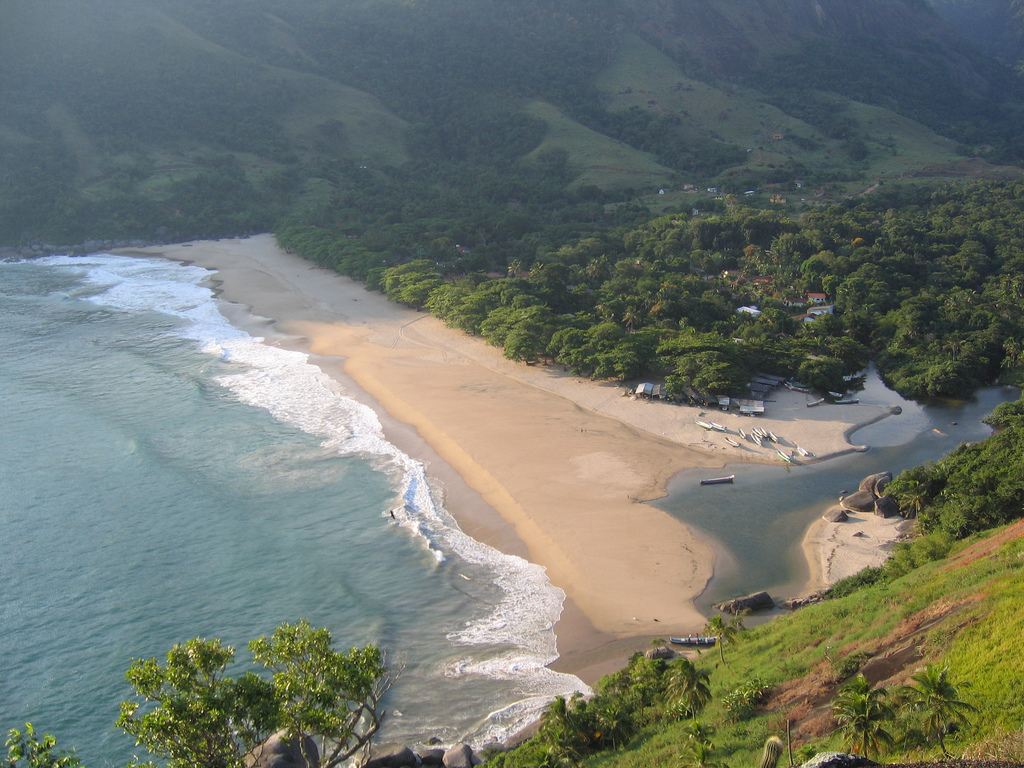
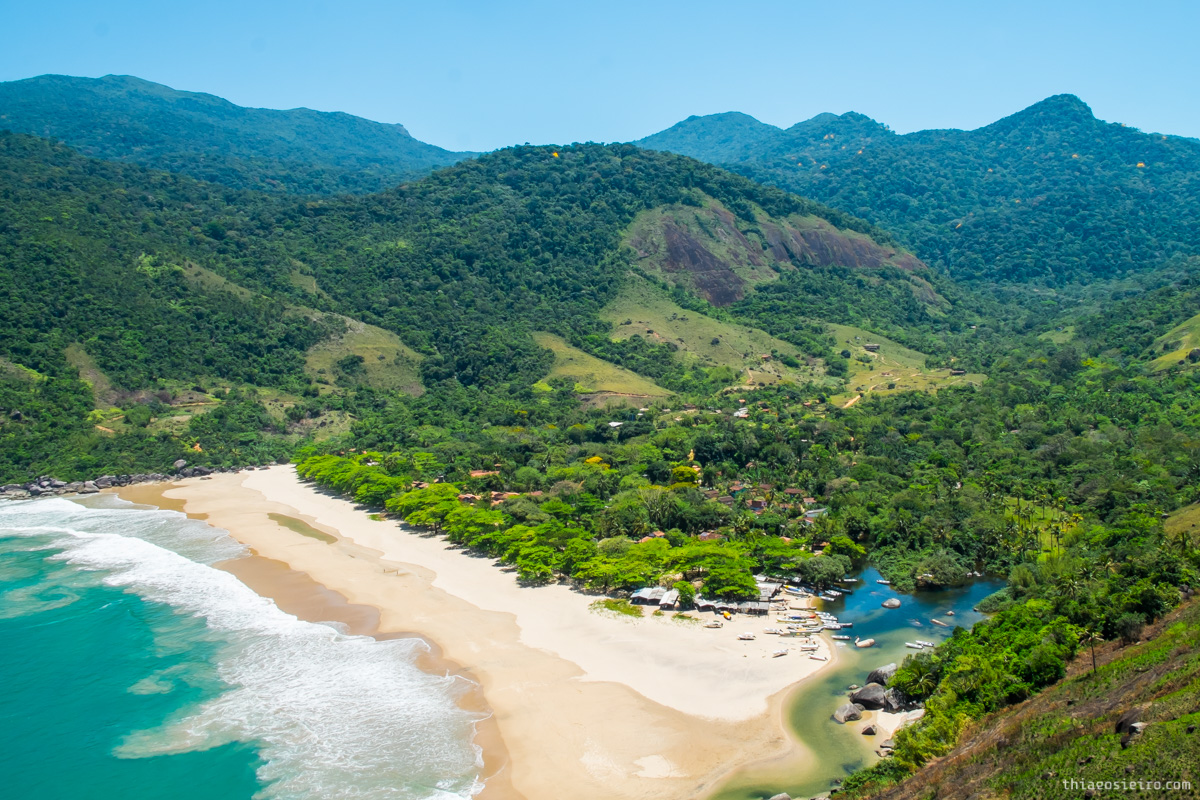